# Hylocurus
Hylocurus är ett släkte av skalbaggar. Hylocurus ingår i familjen vivlar.

## Dottertaxa tillHylocurus, i alfabetisk ordning[1]
- Hylocurus aberrans
- Hylocurus acuminatus
- Hylocurus acutedentatus
- Hylocurus africanus
- Hylocurus alienus
- Hylocurus alternatus
- Hylocurus alternus
- Hylocurus atkinsoni
- Hylocurus beckeri
- Hylocurus biconcavus
- Hylocurus bicornus
- Hylocurus bidentatus
- Hylocurus binodatus
- Hylocurus brasiliensis
- Hylocurus bugekeae
- Hylocurus cancellatus
- Hylocurus carinifrons
- Hylocurus clarki
- Hylocurus crinitus
- Hylocurus crotonis
- Hylocurus cuspidatus
- Hylocurus denticollis
- Hylocurus dilutus
- Hylocurus dimorphus
- Hylocurus discifer
- Hylocurus disparilis
- Hylocurus dissidens
- Hylocurus dissimilis
- Hylocurus dubius
- Hylocurus effeminatus
- Hylocurus egenus
- Hylocurus elegans
- Hylocurus equidens
- Hylocurus errans
- Hylocurus femineus
- Hylocurus flagellatus
- Hylocurus flaglerensis
- Hylocurus floridensis
- Hylocurus giganteus
- Hylocurus harnedi
- Hylocurus hirtellus
- Hylocurus impar
- Hylocurus inaequalis
- Hylocurus incomptus
- Hylocurus intermedius
- Hylocurus interpositus
- Hylocurus interruptus
- Hylocurus langstoni
- Hylocurus longipennis
- Hylocurus medius
- Hylocurus micaceus
- Hylocurus microcornis
- Hylocurus minor
- Hylocurus nivalis
- Hylocurus nodulus
- Hylocurus obtusipennis
- Hylocurus parkinsoniae
- Hylocurus pilosus
- Hylocurus prolatus
- Hylocurus pseudoimpar
- Hylocurus punctatorugosus
- Hylocurus quadrispinosus
- Hylocurus rectus
- Hylocurus retusipennis
- Hylocurus robustus
- Hylocurus ruber
- Hylocurus rudis
- Hylocurus schwarzi
- Hylocurus scitulus
- Hylocurus secus
- Hylocurus simplex
- Hylocurus singularis
- Hylocurus spadix
- Hylocurus spinifex
- Hylocurus stachi
- Hylocurus subgranulatus
- Hylocurus torosus
- Hylocurus tresmariae
- Hylocurus trispinatus
- Hylocurus vagabundus
- Hylocurus verrucosus
- Hylocurus vianai
- Hylocurus villifrons